# Distretto di Benenitra
Il distretto di Benenitra è un distretto del Madagascar situato nella regione di Atsimo-Andrefana. Ha per capoluogo la città di Benenitra.
La popolazione del distretto è di 36 685 abitanti (censimento 2011). 